# Polyura athamas agraria
Polyura athamas agraria es una subespecie de lepidóptero de la familia Nymphalidae. También es considerado una especie, Charaxes agrarius. Es originario de Asia.

## Galería

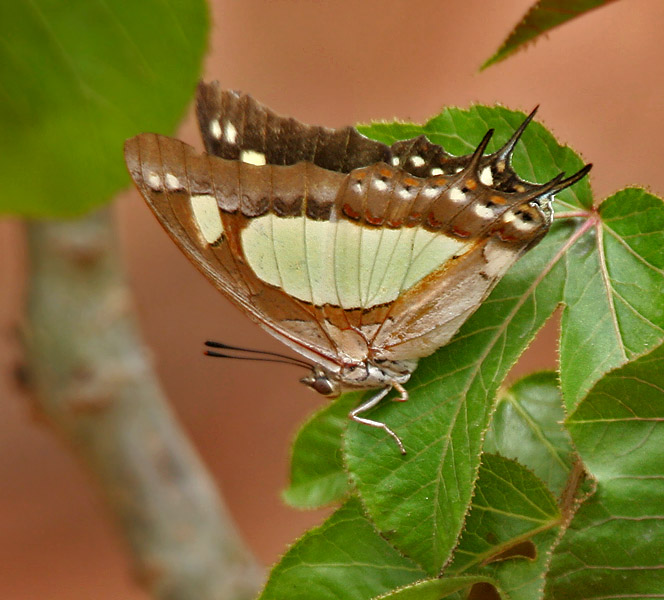
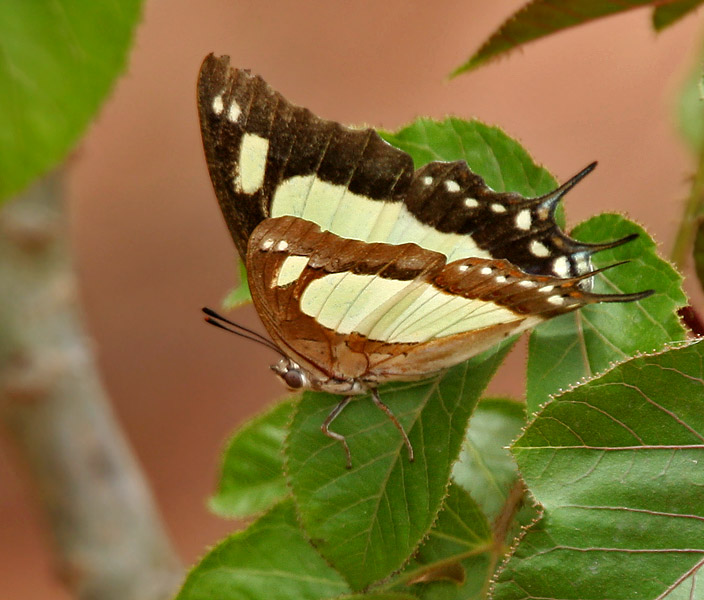
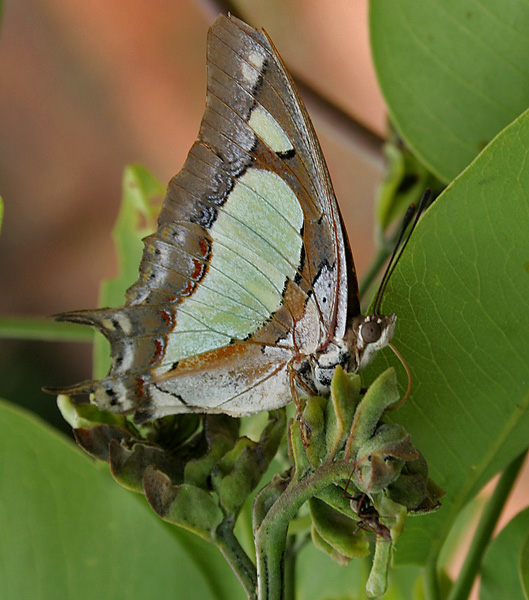
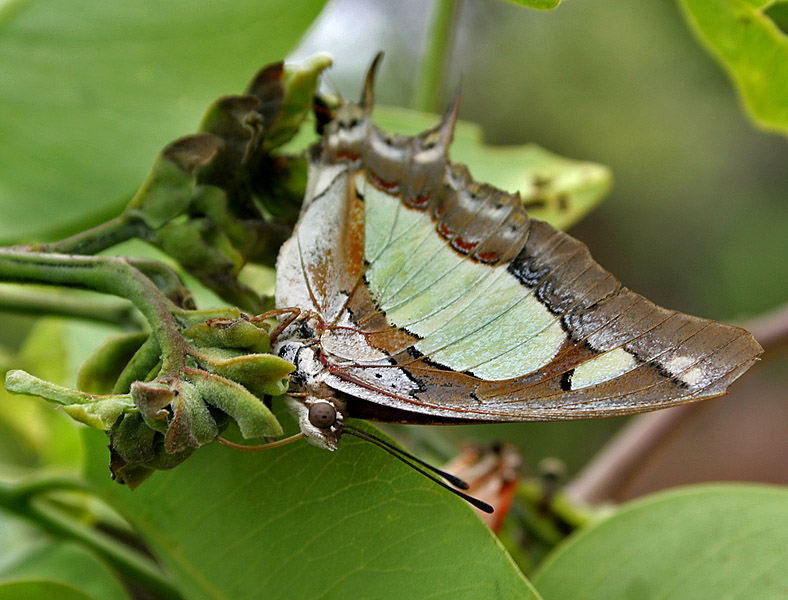
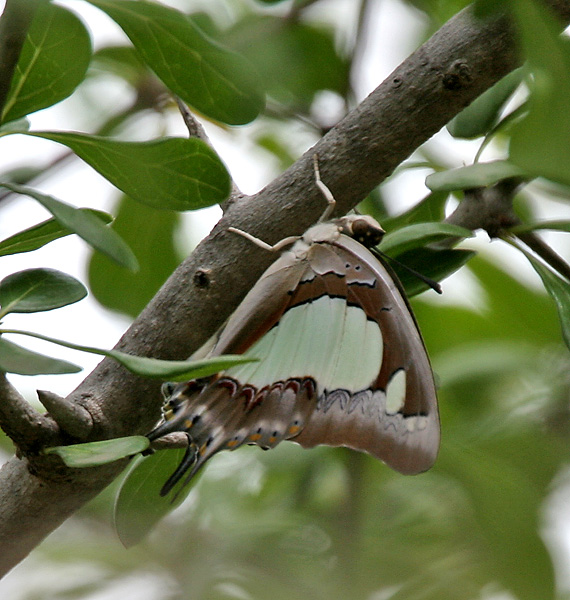
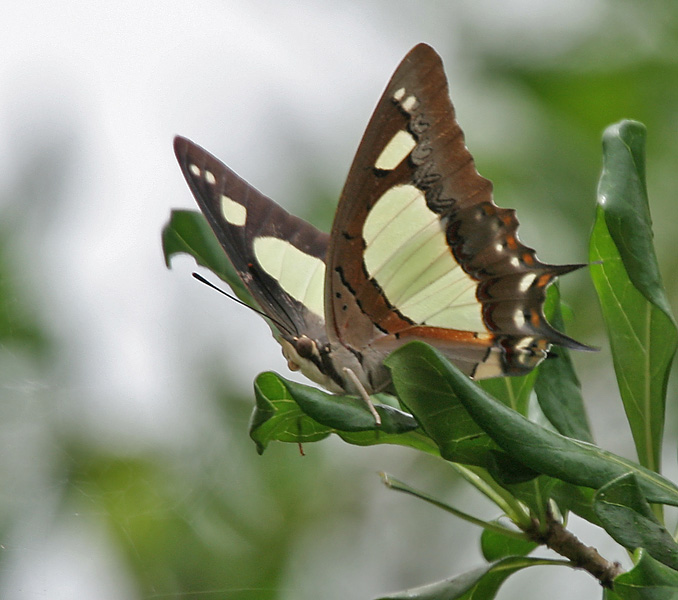